# Cronologia chimiei

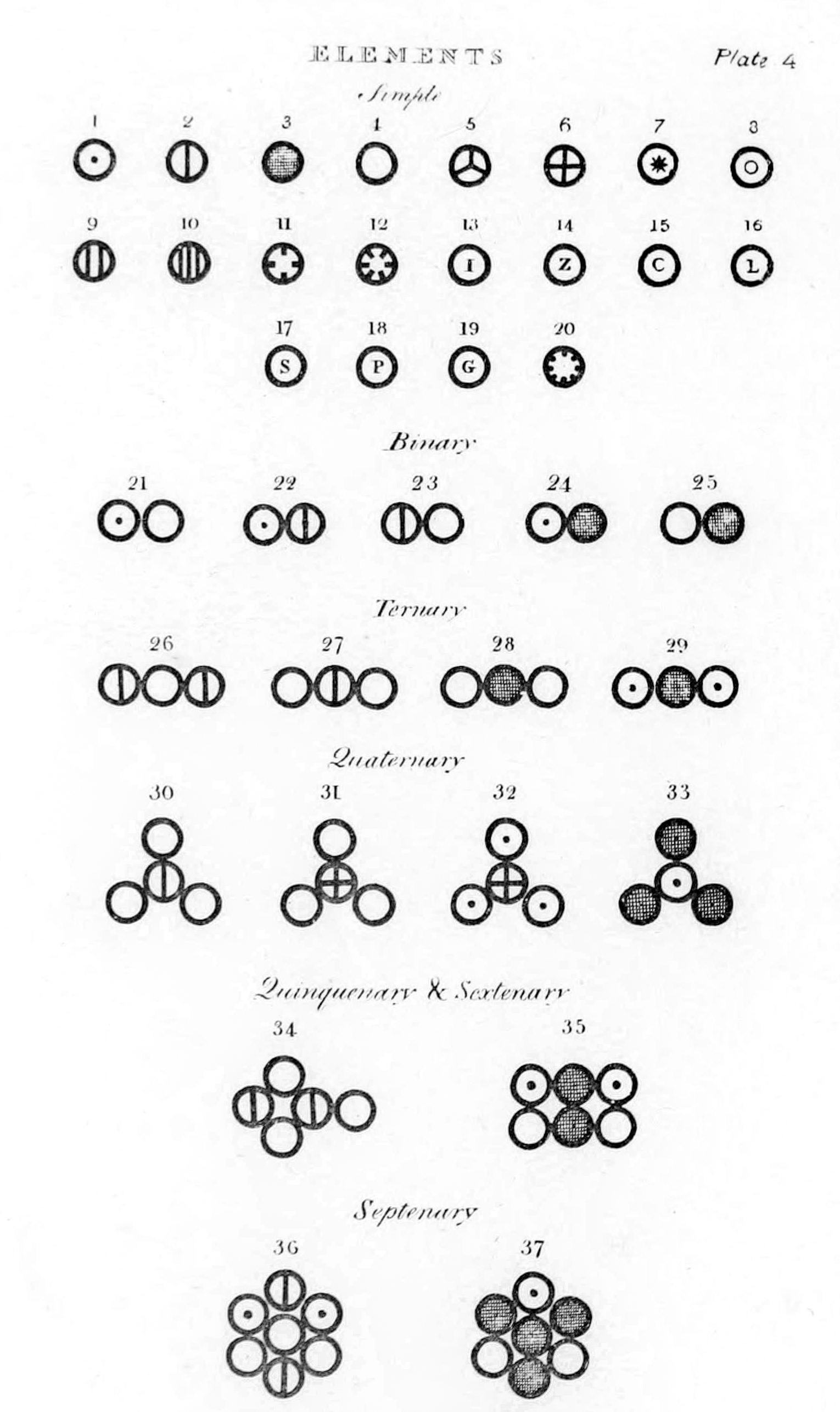
O imagine din lucrarea lui John Dalton, Un Nou Sistem de Filozofie Chimică, una dintre primele explicații ale teoriei atomiste.

Cronologia chimiei enumeră lucrările, descoperirile, ideile, invențiile și experimentele importante care au schimbat în mod semnificativ înțelegerea de către umanitate a științei moderne, cunoscută sub numele de chimie, definită ca studiul științific al compoziției materiei și a interacțiunilor sale. Istoria chimiei, în forma sa modernă a început, fără îndoială, cu omul de știință irlandez Robert Boyle, cu toate că rădăcinile sale pot fi urmărite înapoi în timp, încă de la primele mărturii istorice existente.
Idei anterioare, care mai târziu au fost încorporate în știința modernă a chimiei provin din două surse principale. Filosofii naturii (cum ar fi Aristotel și Democrit) au folosit raționamentul deductiv, într-o încercare de a explica comportamentul lumii din jurul lor. Alchimiștii (cum ar fi Geber și Al-Rhazi), au fost oameni care au folosit tehnici experimentale în încercarea de a prelungi durata de viață a oamenilor sau de a obține transformări de materiale, cum ar fi transformarea metalelor comune în aur.
În secolul al XVII-lea, o sinteză a ideilor acestor două metode, cea deductivă și cea experimentală, duce la dezvoltarea unui proces de gândire cunoscut ca metoda științifică. Odată cu introducerea metodei științifice, s-a născut știința modernă a chimiei.
Cunoscută sub numele de „știința centrală”, studiul chimiei este puternic influențat și influențează puternic multe alte domenii științifice și tehnologice. Multe evenimente considerate esențiale pentru înțelegerea modernă a chimiei sunt considerate, de asemenea, descoperiri cheie în domenii cum ar fi fizica, biologia, astronomia, geologia, știința materialelor etc.

## Înaintea secolului al XVII-lea

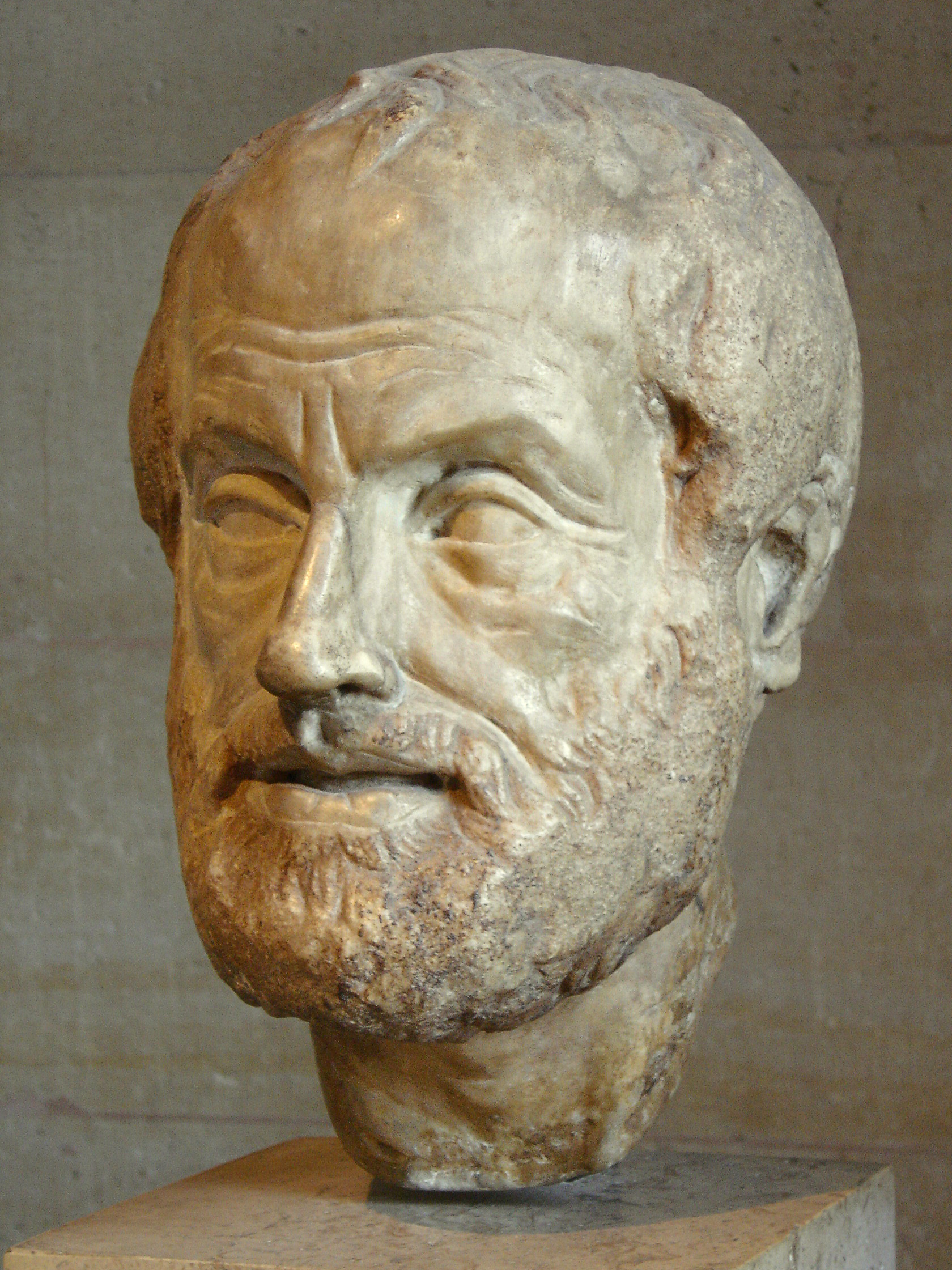
Aristotel (384–322 î.Hr.)

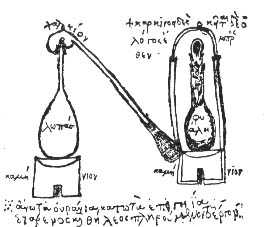
Ambix, cucurbitacee și retortă, ustensilele alchimice ale lui Zosimus, din Marcellin Berthelot, Collection des anciens alchimistes grecs (3 vol., Paris, 1887–1888)

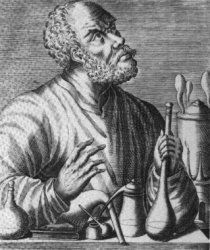
Geber (d. 815) este considerat de către unii a fi „părintele chimiei”.

Înaintea acceptării metodei științifice și aplicării ei, poate părea oarecum controversat ca mulți din cei prezentați în continuare să fie considerați „chimiști”, în sensul modern al termenului. Cu toate acestea, ideile unor mari gânditori, fie pentru intuiția și clarviziunea lor, fie pentru acceptarea ideilor lor pe o lungă perioadă de timp, merită să fie prezentate în această listă. 
cca. 3000 î.Hr.Egiptenii formulează teoria lui Ogdoad, sau a „forțelor primordiale”, din care totul a fost format. Acestea erau elementele haosului, în număr de opt, care existau dinainte de crearea Soarelui.
cca. 1900 î.Hr.Hermes Trismegistul, rege egiptean semi-mitic, este considerat a fi pus bazele artei alchimiei.
cca. 1200 î.Hr.Tapputi-Belatikallim, un producător de parfumuri și chimist timpuriu, a fost menționat într-o tabletă  cuneiformă în Mesopotamia.
cca. 450 î.Hr.Empedocle susține că toate lucrurile sunt formate din patru elemente: pământ, aer, foc și apă, asupra cărora acționează două forțe opuse - dragoste și ură, sau empatie și antipatie, combinându-le și separându-le într-o varietate infinită de forme.
cca. 440 î.Hr.Leucip și Democrit propun ideea atomului, o particulă indivizibilă din care este compusă toată materia. Această teorie este puternic respinsă de filozofii naturii, în favoarea celei aristoteliene (a se vedea mai jos).
cca. 360 î.Hr.Platon definește termenul „element” (stoicheia) iar în dialogul său Timaios, care include o discuție asupra compoziției corpurilor organice și anorganice și care este un tratat rudimentar de chimie, susține că fiecare particulă a unui element are o formă distinctivă: tetraedru (foc), octaedru (aer), icosaedru (apă) și cubică (pământ).
cca. 350 î.Hr.Aristotel, dezvoltând ideile lui Empedocle, introduce ideea unei substanțe reprezentând o combinație de materie și formă. Propune teoria celor cinci elemente: foc, apă, pământ, aer și eter.  Această teorie a fost larg acceptată în lumea apuseană pentru următorii 1000 de ani.
cca. 50 î.Hr.Lucretius publică De Rerum Natura, o descriere poetică a teoriei atomismului.
cca. 300 d.Hr.Zosimos din Panopolis scrie una dintre cele mai vechi cărți despre alchimie, pe care o descrie ca studiul compoziției apei, mișcării, creșterii, materializării și dematerializării, ieșirea spiritelor și intrarea lor în trup.
cca. 770 d.Hr.Geber, un alchimist arab/persan, care este considerat de mulți ca fiind „tatăl chimiei”, dezvoltă o metodă experimentală timpurie pentru chimie și izolează numeroși acizi, incluzând acidul clorhidric, acidul azotic, acidul citric, acidul acetic, acidul tartric și aqua regia.
cca. 1000 d.Hr.Al Biruni și Avicenna, amândoi chimiști persani, resping practicile alchimiei și teoria transmutației metalelor.
cca. 1167 d.Hr.Magister Salernus de la Școala din Salerno face prima referire la distilarea vinului.
cca. 1220 d.Hr.Robert Grosseteste publică mai multe comentarii aristotelice unde pune bazele metodei științifice.
cca. 1250 d.Hr.Tadeo Alderotti dezvoltă distilarea fracționată, care este mult mai eficientă decât predecesoarele ei.
cca. 1260 d.Hr.Albertus Magnus descoperă arsenul și azotatul de argint. De asemenea, a făcut și una dintre primele referințe în legătură cu acidul sulfuric.
cca. 1267 d.Hr.Roger Bacon publică Opus Maius, în care – pe lângă altele – propune o formă timpurie a metodei științifice, conținând rezultatele unor experimente cu praf de pușcă.
cca. 1310 d.Hr.Pseudo-Geber, un alchimist spaniol anonim, ce a scris sub numele Geber, publică numeroase cărți care stabilesc teoria că toate metalele erau compuse din variate proporții de sulf și mercur. El este unul dintre primii oameni ce au descris acidul nitric, aqua regia și aqua fortis.
cca. 1530 d.Hr.Paracelsus dezvoltă studiul iatrochimiei, o subdisciplină a alchimiei dedicată extinderii vieții, aceasta fiind baza industriei farmaceutice moderne. Se spune că tot el ar fi primul om care a folosit cuvântul „chimie”.
1597 d.Hr.Andreas Libavius publică Alchemia, un prototip al unui manual de chimie.

## Secolele XVII și XVIII

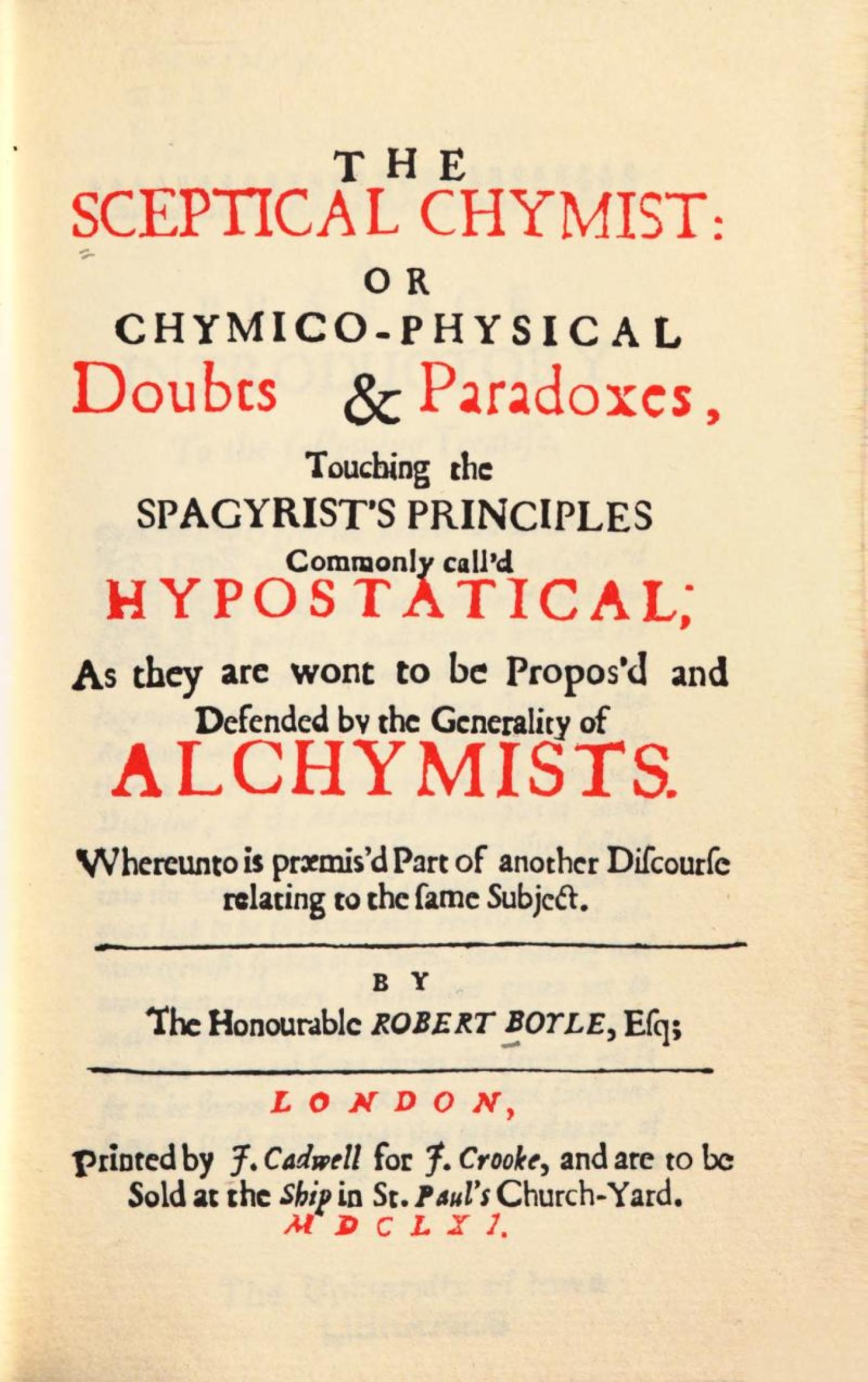
Prima pagină a cărții Chimistul Sceptic de către Robert Boyle (1627–1691)

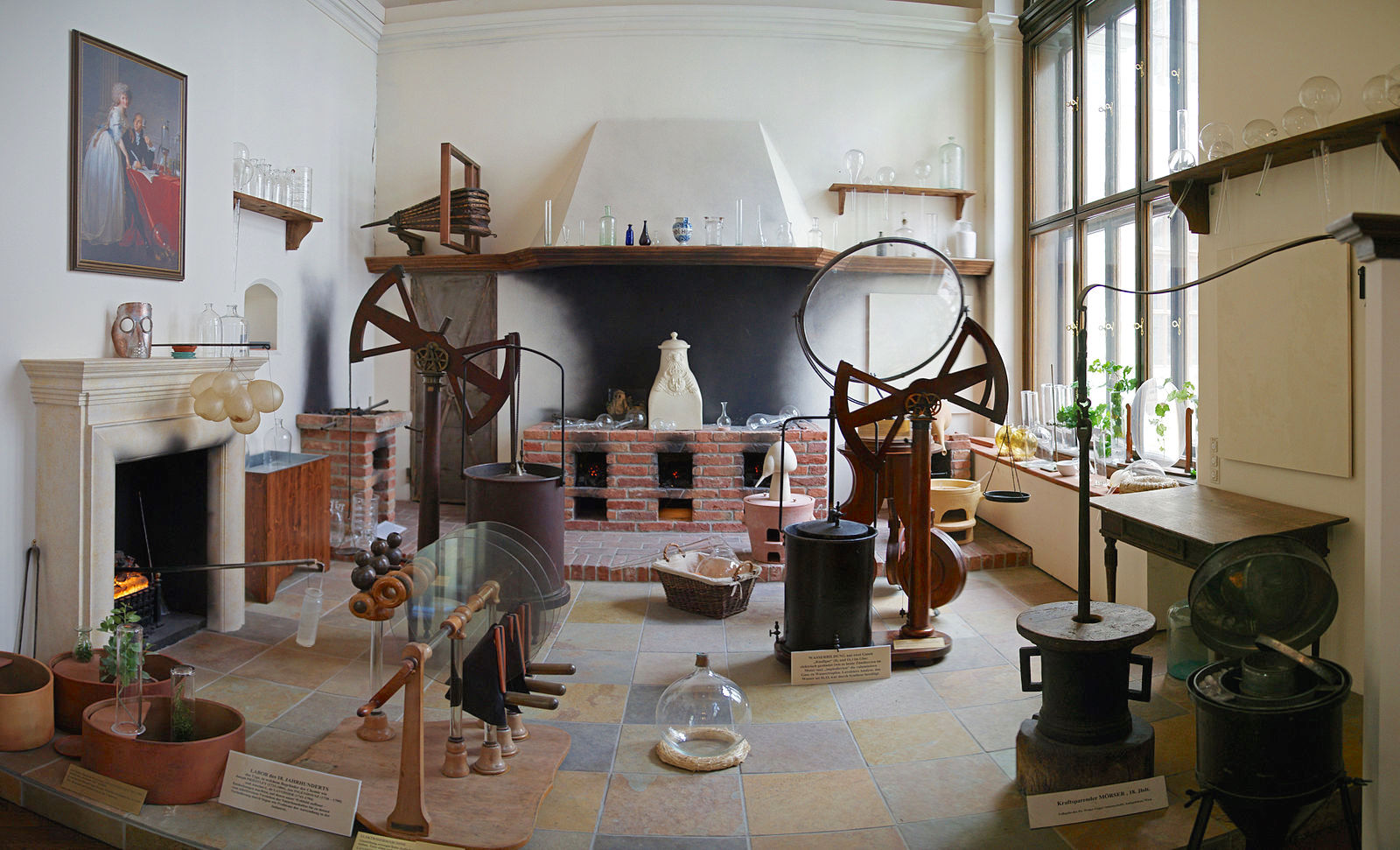
Un laborator tipic de chimie din secolul al XVIII-lea

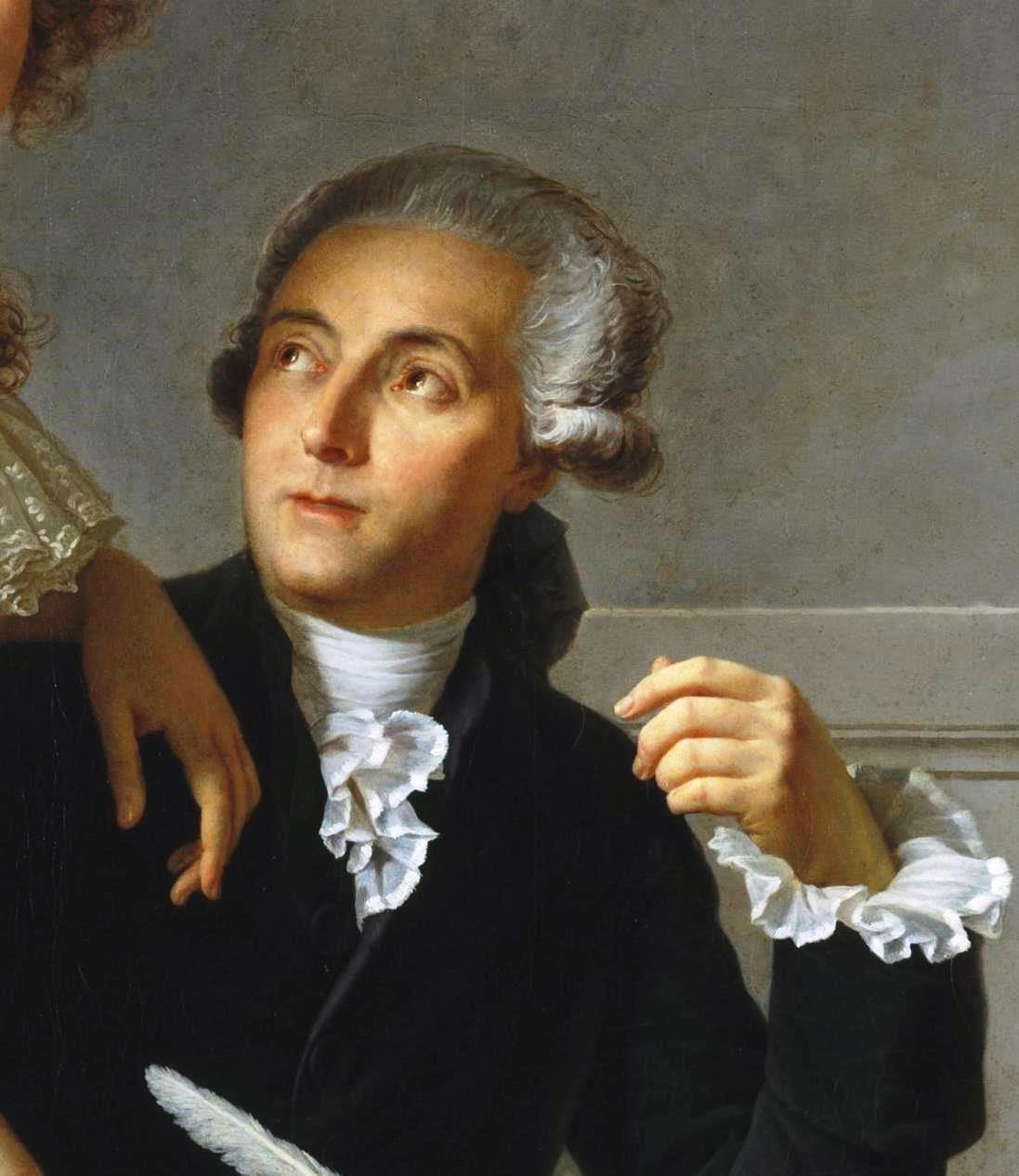
Antoine-Laurent de Lavoisier (1743–1794) este considerat „tatăl chimiei moderne”.

1605Sir Francis Bacon publică The Proficience and Advancement of Learning, care conține o descriere a ceea ce va fi mai târziu metoda științifică.
1605Michal Sedziwój publică tratatul alchimic A New Light of Alchemy care propunea existența „hranei vieții” în aer, mult mai târziu recunoscută ca oxigen.
1615Jean Beguin publică Tyrocinium Chymicum, un manual timpuriu de chimie, în care schițează pentru prima dată o ecuație chimică.
1637René Descartes publică Discours de la méthode, care conține o schiță a metodei științifice.
1648Publicarea postmortem a cărții Ortus medicinae de Jan Baptista van Helmont, care este descrisă ca fiind un reper al trecerii între alchimie și chimie, având o puternică influență asupra lui Robert Boyle. Această carte conține numeroase rezultate ale unor experimente și stabilește o versiune timpurie a legii conservării masei substanțelor.
1661Robert Boyle publică The Sceptical Chymist, un tratat asupra diferenței dintre chimie și alchimie. El conține unele dintre primele idei despre atomi, molecule, și reacții chimice, marcând începutul chimiei moderne.
1662Robert Boyle propune Legea Boyle-Mariotte, o descriere bazată pe experimente legate de natura gazelor, mai ales asupra relațiilor dintre presiune și volum.
1735Chimistul suedez Georg Brandt analizează un pigment negru găsit în minereul de cupru. Brandt a demonstrat că pigmentul conținea un element nou descoperit, mai târziu numit cobalt.
1754Joseph Black izolează dioxidul de carbon, pe care îl numește „aer fixat”.
1757Louis Claude Cadet de Gassicourt, în timp ce investiga compușii arsenului, obține „lichidul fumegând al lui Cadet”, considerat a fi primul compus sintetic organometalic.
1758Joseph Black formulează conceptul de căldură latentă pentru a explica termochimia transformărilor de fază.
1766Henry Cavendish descoperă hidrogenul ,un gaz incolor și inodor care arde și care poate forma un amestec exploziv împreună cu aerul.
1773–1774Carl Wilhelm Scheele și Joseph Priestley izolează independent oxigenul, numit de către Priestley.
1778Antoine Lavoisier, considerat „tatăl chimiei moderne", identifică și denumește oxigenul, înțelegându-i importanța în rolul pe care îl are în combustie.
1787Antoine Lavoisier publică Méthode de nomenclature chimique, primul sistem modern de terminologie chimică.
1787Jacques Charles propune legea lui Charles, un corolar a legii lui Boyle, prin care descrie relația dintre temperatura și volumul unui gaz.
1789Antoine Lavoisier publică Traité Élémentaire de Chimie, primul manual modern de chimie. Acesta reprezintă un studiu complet al chimiei moderne (a acelui timp), incluzând prima definiție concisă a legii conservării masei substanțelor. Este momentul fondării stoechiometriei, respectiv a analizei chimice cantitative.
1797Joseph Proust propune legea proporțiilor definite, în care spune că elementele se combină întotdeauna în raporturi date pentru a forma compuși.
1800Alessandro Volta concepe prima baterie chimică, punând astfel bazele electrochimiei.

## Secolul XIX

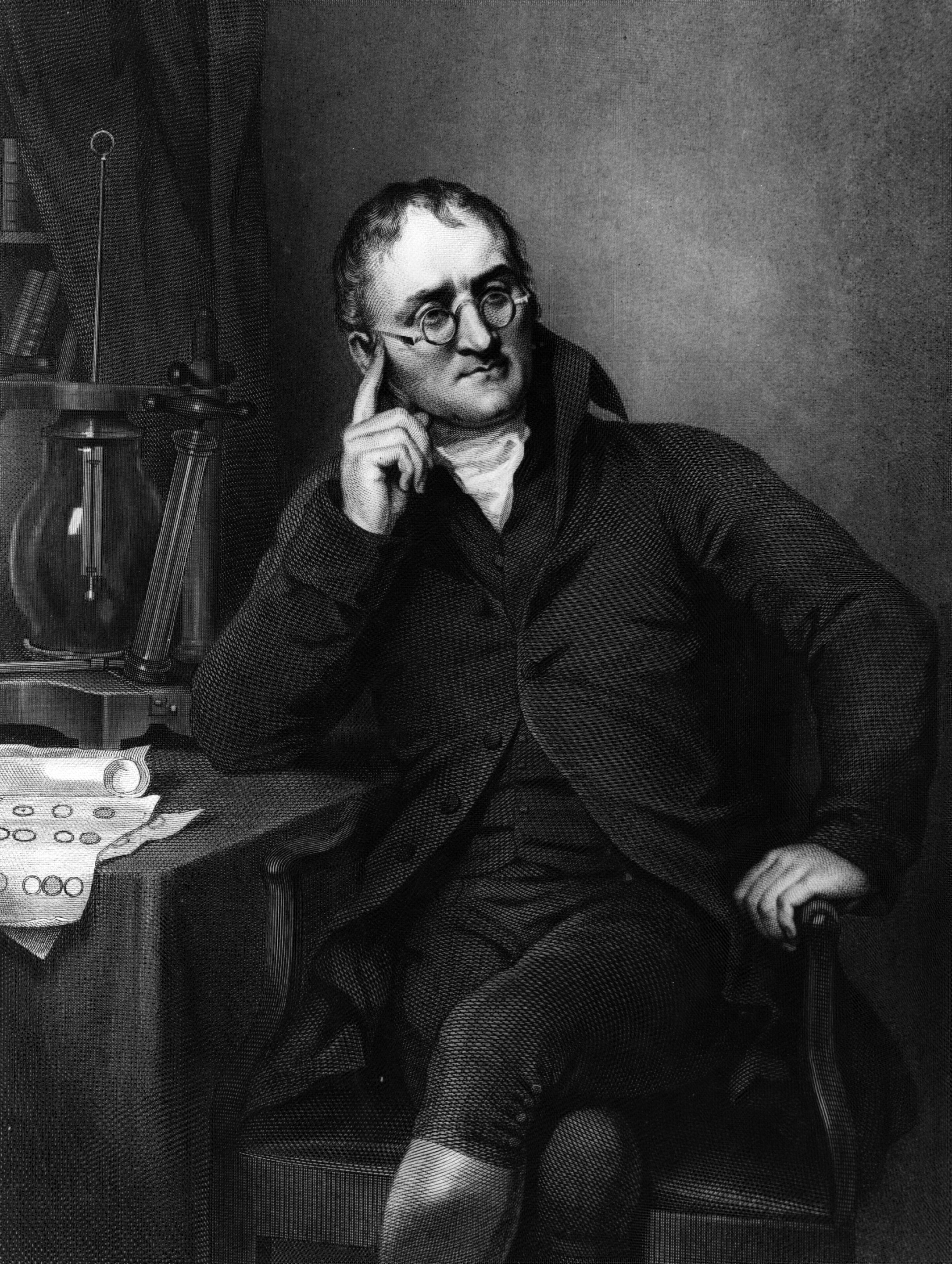
John Dalton (1766–1844)

Forma structurală a ureei

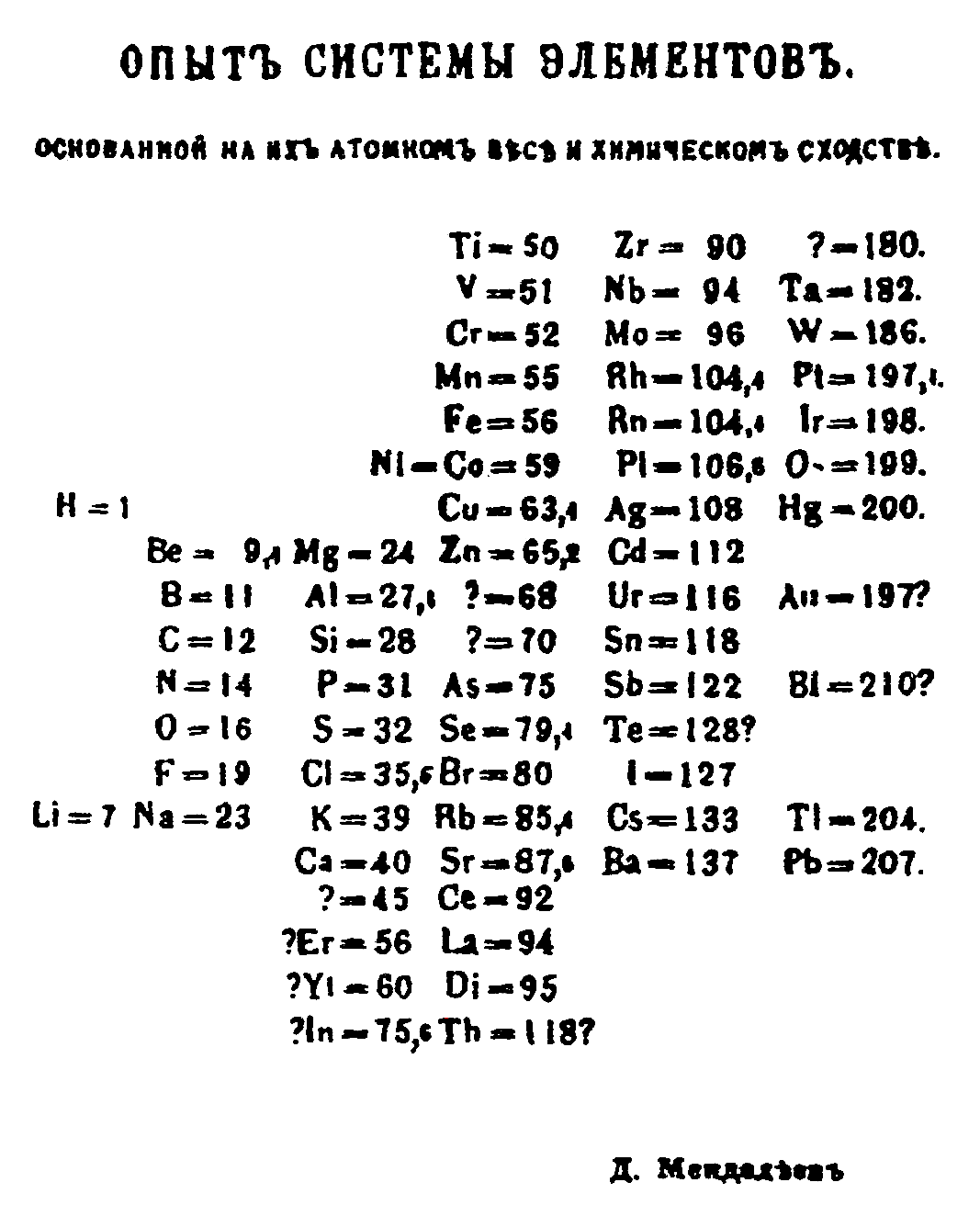
Tabelul periodic a lui Mendeleev (1869)

1801John Dalton propune legea lui Dalton, în care descrie relația dintre două gaze într-un amestec și presiunea relativă pe care fiecare o exercită în amestec.
1805Joseph Louis Gay-Lussac descoperă că apa este alcătuită din două părți hidrogen și o parte oxigen.
1808Joseph Louis Gay-Lussac descoperă mai multe proprietăți chimice și fizice ale aerului și a altor gaze, incluzând dovezi pentru legile lui Boyle și Charles, precum și relația dintre densitatea și compoziția gazelor.
1808John Dalton publică New System of Chemical Philosophy, care conține prima descriere modernă a atomismului și a legii proporțiilor multiple.
1808Jöns Jakob Berzelius publică Lärbok i Kemien în care propune noile notații și simboluri chimice, dar și conceptul masei atomice relative.
1811Amedeo Avogadro propune Legea lui Avogadro, în care specifică că două volume egale de gaz aflate în aceleași condiții de temperatură și presiune conțin un număr egal de molecule.
1825Friedrich Wöhler și Justus von Liebig aduc prima dovadă experimentală a existenței izomerilor (numiți astel de Berzelius), precum și explicația fenomenului de izomerie. Lucrând cu acid izocinic și acid fulmanic, ei au dedus corect că izomerismul era cauzat de aranjamentele diferite ale atomilor într-o structură moleculară.
1827William Prout clasifică biomoleculele în grupările lor moderne: carbohidrați, proteine și lipide.
1828Friedrich Wöhler sintetizează ureea, stabilind astfel că  pot fi produși compuși organici din materiale anorganice, respingând teoria vitalismului.
1832Friedrich Wöhler și Justus von Liebig descoperă grupele funcționale și radicalii și explică rolul acestora în chimia organică.
1840Germain Hess propune Legea lui Hess, o formă a legii conservării energiei, care stabilește că schimbul de energie într-un proces chimic este o măsură conservativă.
1847Hermann Kolbe obține acid acetic doar din surse anorganice, mai târziu negând vitalismul.
1848Lord Kelvin stabilește conceptul de zero absolut, temperatura la oricare mișcare moleculară încetează.
1849Louis Pasteur descoperă că forma racemică a acidului tartric este un amestec între formele levrotatorie și dextrotatorie, astfel clarificând natura rotației optice și avansând domeniul stereochimiei.
1852August Beer propune Legea lui Beer, care explică relația dintre compoziția unui amestec și a cantității de lumină pe care o absoarbe. Bazată parțial pe munca lui Pierre Bouguer și Johann Heinrich Lambert, aceasta stabilește tehnica analitică cunoscută ca spectrofotometrie.
1855Benjamin Silliman, Jr. testează metoda ruperii petroliere, care face întreaga industrie petrochimică posibilă.
1856William Henry Perkin sintetizează „movul lui Perkin”, primul colorant sintetic. Acesta a fost creat accidental ca un produs format din două elemente într-o încercare de a obține chinină din gudron de cărbune. Această descoperire a pus bazele industriei coloranților sintetici, una dintre cele mai timpurii industrii chimice de succes.
1857Friedrich August Kekulé von Stradonitz propune că carbonul este tetravalent, sau formează exact patru legături chimice.
1859–1860Gustav Kirchhoff și Robert Bunsen pun bazele spectroscopiei, ce reprezintă analiza chimică, astfel descoperind cesiul și rubidiul. Alți lucrători au folosit curând aceeași tehnică pentru a descoperi indiul, taliul, și heliul.
1860Stanislao Cannizzaro, revenind la conceptele lui Avogadro legate de moleculele diatomice, compilează un tabel de greutăți atomice și îl prezintă în 1860 la Congresul Karlsruhe, punând capăt a decenii de controverse legate de greutățile atomice și formule moleculare, astfel ducând la descoperirea lui Mendeleev a legii periodice.
1862Alexander Parkes prezintă Parkesine, unul dintre primii polimeri sintetici, la Expoziția Internațională din Londra. Această descoperire a dus la formarea industriei plastice moderne.
1862Alexandre-Emile Béguyer de Chancourtois publică telluric helix, o versiune timpurie, tridimensională pentru tabelul periodic al elementelor.
1864John Newlands propune legea octavelor, un precursor al legii periodice.
1864Lothar Meyer dezvoltă o versiune prematură a tabelului periodic, cu 28 de elemente organizate după valență.
1864Cato Maximilian Guldberg și Peter Waage, bazându-se pe ideile lui Claude Louis Berthollet, propun Legea acțiunii maselor.
1865Johann Josef Loschmidt determină numărul exact de moleculă într-un mol, mai târziu numit Numărul lui Avogadro.
1865Friedrich August Kekulé von Stradonitz, bazat parțial pe munca lui Loschmidt și a altora, stabilește structura benzenului ca un inel cu șase molecule de carbon cu legături chimice singure sau duble.
1865Adolf von Baeyer începe munca cu colorantul indigo, o bornă importantă în chimia organică industrială modernă care a revoluționat industria coloranților chimici.
1869Dmitri Mendeleev publică primul tabel periodic modern, cu cele 66 de elemente organizate pe masa relativă. Un lucru important al acestui model era că putea să prezică proprietățile unor elemente încă nedescoperite.
1873Jacobus Henricus van 't Hoff și Joseph Achille Le Bel, lucrând independent, produc un model de legătură chimică care explică experimentele lui Pasteur și aduc o dovadă pentru activitatea optică în compușii chirali.
1876Josiah Willard Gibbs publică On the Equilibrium of Heterogeneous Substances, o compilație a muncii sale legate de termodinamică și chimie fizică care pune bazele conceptului de energie liberă pentru a explica baza fizică a echilibrului chimic.
1877Ludwig Boltzmann stabilește derivațiile statistice a multor concepte fizice și chimice, incluzând entropia, și distribuția vitezelor moleculare în starea gazoasă.
1883Svante Arrhenius dezvoltă teoria ionilor pentru a explica conductivitatea în electroliți.
1884Jacobus Henricus van 't Hoff publică Études de Dynamique chimique, un studiu seminal asupra cineticii chimice.
1884Hermann Emil Fischer propune structura purinii, o structură cheie în multe biomolecule, pe care a sintetizat-o în 1898.  De asemenea, începe lucrul cu glucoza și zaharii adiacenți.
1884Henry Louis Le Chatelier dezvoltă Principiul lui Chatelier, unde explică răspunsul echilibrului dinamic chimic asupra stresului extern.
1885Eugene Goldstein numește raza catodică, mai târziu descoperindu-se a fi compusă din electroni, dar și raza anodă, mai târziu descoperită a fi ioni pozitivi de hidrogen înlăturați de electroni într-un tub catodic. Aceștia vor fi numiți în continuare protoni.
1893Alfred Werner descoperă structura octaedrică a complecșilor de coordonare a cobaltului, astfel inventând chimia de coordonare.
1894–1898William Ramsay descoperă gazele nobile, care umpleau mari goluri în tabelul periodic și au dus la descoperirea unor legături chimice.
1897J. J. Thomson descoperă electronul folosind tubul catodic.
1898Wilhelm Wien demonstrează că razele anodice (fluxul de ioni pozitivi) pot fi deviate de câmpurile magnetice, iar devierea este proporțională cu  raportul masă-încărcătură. Această descoperire va duce la tehnica analitică cunoscută ca spectrometria masei.
1898Maria Sklodowska-Curie și Pierre Curie izolează radiul și poloniul din pehblendă.
cca. 1900Ernest Rutherford descoperă că radioactivitatea descompune atomii; el introduce terminologia specifică pentru studiul radiațiilor.

## Secolul XX

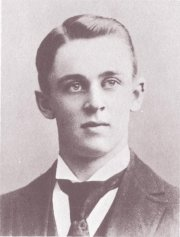
Robert Millikan a efectuat experimentul picăturii de ulei.

Modelul Bohr a unui atom

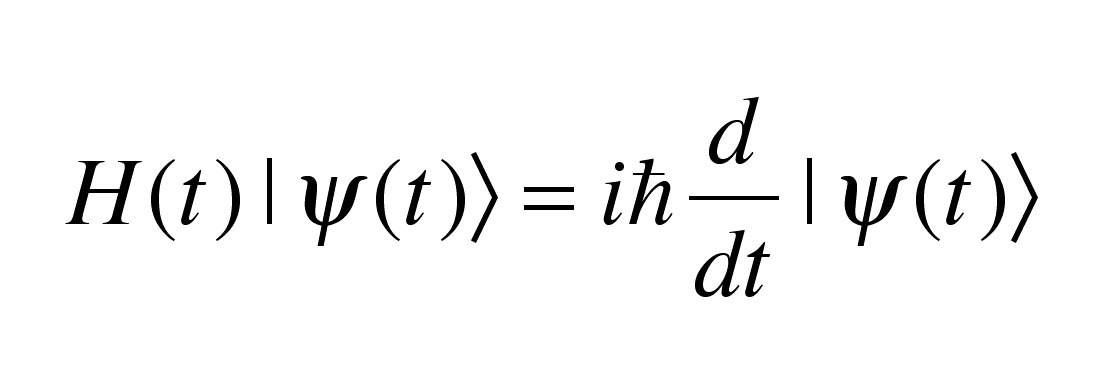
Ecuația Schrödinger

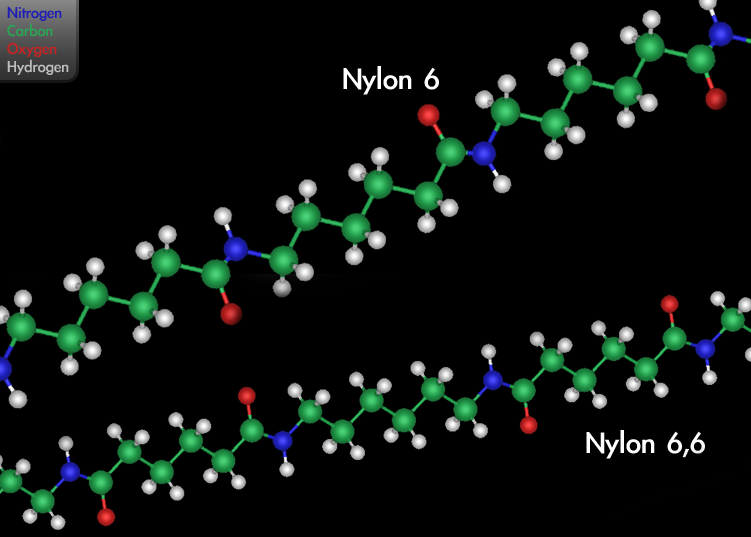
Modelul a două forme comune de nailon

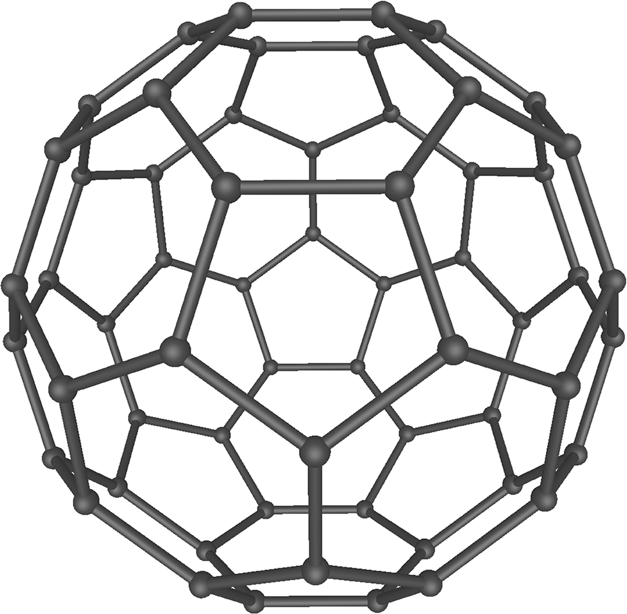
Buckminsterfulerenă, C_{60}

1903Mikhail Semyonovich Tsvet inventează cromatografia, o importantă tehnică analitică.
1904Hantaro Nagaoka propune un model nuclear al atomului, unde electronii orbitează în jurul unui nucleu masiv.
1905Fritz Haber și Carl Bosch dezvoltă Procedeul Haber pentru a face amoniac din elementele sale, un punct important în industria chimică, ce a avut mari consecințe asupra agriculturii.
1905Albert Einstein explică agitația termică într-un mod care afirmă total atomismul.
1907Leo Hendrik Baekeland inventează bachelita, unul dintre primii plastici comerciali de succes.
1909Robert Millikan măsoară sarcina electronilor individuali cu o acuratețe nemaiîntâlnită prin testul picăturii de ulei, confirmând că fiecare electron are aceeași sarcină și masă.
1909S. P. L. Sørensen inventează conceptul de pH și dezvoltă mai multe metode pentru a măsura aciditatea.
1911Antonius Van den Broek propune ideea că elementele din tabelul periodic ar fi mai bine organizate după sarcina nucleară pozitivă decât după masa relativă.
1911Prima Conferință Solvay este ținută în Brussel, aducând împreună pe cei mai cunoscuți oameni de știință. Conferințe în domeniul fizicii sau chimiei sunt în continuare ținute în aceeași zi.
1911Ernest Rutherford, Hans Geiger, și Ernest Marsden efectuează experimentul foiței de aur, care dovedește că modelul nuclear al atomului este un nucleu pozitiv, mic și dens, înconjurat de un nor de electroni difuz.
1912William Henry Bragg și William Lawrence Bragg propun Legea lui Bragg și pun bazele domeniului cristalografiei cu raze-X, o unealtă importantă pentru stabilirea structurii cristalelor unor substanțe.
1912Peter Debye dezvoltă conceptul de dipol molecular pentru a descrie distribuția asimetrică a sarcinii în unele molecule.
1913Niels Bohr introduce  mecanica cuantică în structura atomică propunând ceea ce este cunoscut ca modelul atomic Bohr, unde electronii există doar în orbitali strict definiți.
1913Henry Moseley, lucrând de la ideea lui Van den Broek de mai devreme, introduce conceptul de număr atomic pentru a repara unele probleme în tabelul periodic al lui Mendeleev, care era bazat pe masa relativă.
1913Frederick Soddy propune conceptul de izotop, care spune că elementele cu aceleași proprietăți pot avea mase relative diferite.
1913J. J. Thomson, dezvoltând munca lui Wien, arată că particulele subatomice cu sarcină pot fi separate prin raportul lor masă-sarcină, o tehnică cunoscută ca spectometria masei.
1916Gilbert N. Lewis publică "Atomul și Molecula", fundația teoriei legăturii de valență.
1921Otto Stern și Walther Gerlach stabilesc conceptul de spin mecanic cuantic în particulele subatomice.
1923Gilbert N. Lewis și Merle Randall publică Termodinamica și Energia Liberă a Substanțelor, primul tratat modern asupra termodinamicii chimice.
1923Gilbert N. Lewis dezvoltă teoria perechilor de electroni a reacțiilor acizilor/bazelor.
1924Louis de Broglie introduce modelul de unde al structurii atomului, bazat pe dualismul corpuscul-undă.
1925Wolfgang Pauli dezvoltă principiul de excluziune, care spune că oricare doi electroni din jurul unui nucleu nu pot avea aceeași stare cuantică, descrisă de patru numere cuantice.
1926Erwin Schrödinger propune ecuația lui Schrödinger, ce aduce o bază matematică pentru modelul de unde a structurii atomului.
1927Werner Heisenberg dezvoltă principiul incertitudinii care, în afara altor lucruri, explică mișcarea electronilor în jurul nucleului.
1927Fritz London și Walter Heitler aplică mecanica cuantică pentru a explica legăturile covalente în molecula de hidrogen, lucru ce a marcat nașterea chimiei cuantice.
1929Linus Pauling publică Regulile lui Pauling, care sunt principii cheie în folosirea cristalografiei cu raze-X pentru a deduce structura moleculară.
1931Erich Hückel propune Regula lui Hückel, ce explică când moleculă planară va avea proprietăți aromatice.
1931Harold Urey descoperă deuteriul prin distilarea fracționată a hidrogenului lichid.
1932James Chadwick descoperă neutronul.
1932–1934Linus Pauling și Robert Mulliken cuantifică electronegativitatea, concepând scările ce acum le poartă numele.
1935Wallace Carothers conduce o echipă de chimiști la DuPont ce inventează nailonul, unul dintre primii polimeri sintetici comerciali de succes.
1937Carlo Perrier și Emilio Segrè efectuează prima sintetizare confirmată a technețiului-97, primul element produs artificial, umplând o gaură în tabelul periodic. Controversat, acesta ar fi fost sintetizat din 1925 de către Walter Noddack, Ida Tacke și Otto Berg.
1937Eugene Houdry o metodă industrială pentru ruperea petrolieră catalitică, ducând la construirea primei rafinării de petrol moderne.
1937Pyotr Kapitsa, John Allen și Don Misener produc heliu-4 suprarăcit, primul superfluid cu viscozitate nulă, o substanță care arată proprietăți mecanice cuantice la o scară macroscopică.
1938Otto Hahn descoperă fisiunea nucleelor de uraniu.
1939Linus Pauling publică Natura Legăturii Chimice, o compilație asupra 10 ani de muncă legați de legăturile chimice. Aceasta explică hibridizația orbitală, legăturile covalente și legăturile ionice în electronegativitate, dar și rezonanța, iar, pe lângă altele, structura benzenului.
1940Edwin McMillan și Philip H. Abelson identifică neptuniul, cel mai ușor și primul element transuranian, produs de activare a combustibilului nuclear. McMillan ar fi găsit un laborator la Berkeley care l-ar fi ajutat să descopere elemente și izotopi noi.
1941Glenn T. Seaborg succede munca lui McMillan creând nouă nuclee atomice. Inițiază metoda capturării de neutroni și studiază reacțiile nucleare. Devine descoperitor sau co-descoperitor a nouă elemente, dar și a unor izotopi, studiind multe altele.
1945Jacob A. Marinsky, Lawrence E. Glendenin, și Charles D. Coryell efectuează prima sintetizare confirmată a promețiului, umplând ultima „gaură" în tabelul periodic.
1945–1946Felix Bloch și Edward Mills Purcell dezvoltă procedeul rezonanței magnetice nucleare, o tehnică analitică importantă în elucidarea structurii moleculelor, mai ales în chimia organică.
1951Linus Pauling folosește cristalografia cu raze-x pentru a deduce structura secundară a proteinelor.
1952Alan Walsh fundamentează domeniul spectroscopiei absorbției atomice, o importantă metodă cantitativă spectroscopică care îi permite să măsoare concentrația unui material într-un amestec.
1952Robert Burns Woodward, Geoffrey Wilkinson, și Ernst Otto Fischer descoperă structura feroccenului, una dintre descoperirile ce au pus bazele chimiei organometalice.
1953James D. Watson și Francis Crick propun structura ADN-ului, deschizând calea biologiei moleculare.
1957Jens Skou descoperă Na⁺/K⁺-AT, prima enzimă ce transportă ioni.
1958Max Perutz și John Kendrew folosesc cristalografia cu raze-X pentru a elucida structura unei proteine, mai specific mioglobina cașalotului.
1962Neil Bartlett sintetizează hexafluoroplatinatul de xenon, arătând pentru prima oară că gazele nobile pot forma compuși chimici.
1962George Olah observă carbocationii în reacțiile superacizilor.
1964Richard R. Ernst efectuează experimente ce vor duce la dezvoltarea tehnicii transformării Fourier.  Aceasta ar spori sensibilitatea tehnicii, deschizând calea pentru rezonanța magnetică nucleară sau RMN.
1965Robert Burns Woodward și Roald Hoffmann propun regulile Woodward-Hoffmann, care folosesc simetria orbitalilor moleculari pentru a explica stereochimia reacțiilor chimice.
1966Hotosi Nozaki și Ryōji Noyori descoperă primul exemplu de catalizare asimetrică (hidrogenație) folosind un complex metalic de tranziție chiral.
1970John Pople dezvoltă programul Gaussian ce folosește formule și calcule din chimia computațională.
1971Yves Chauvin oferă o explicație a mecanismului de reacție a reacțiilor metatezei olefine.
1975Karl Barry Sharpless și grupul său descoperă niște reacții de oxidare stereoselective incluzând epoxidația Sharpless, dihidroxilația asimetrică Sharpless, și oxiaminația Sharpless.
1985Harold Kroto, Robert Curl și Richard Smalley descoperă fulerenele, o clasă de molecule de carbon mari asemănătoare superficial cu domul geodezic proiectat de arhitectul R. Buckminster Fuller.
1991Sumio Iijima folosește microscopia electronică pentru a descoperi un fel de fulerenă cilindrică numită nanotub de carbon, deși aceeași muncă a fost făcută în domeniu încă din 1951.  Acest material devine foarte important în nanotehnologie.
1994Prima sintetizare totală a taxolului  de către Robert A. Holton și grupul său.
1995Eric Cornell și Carl Wieman produc primul condensat Bose–Einstein, o substanță ce prezintă proprietăți mecanice cuantice la o scară macroscopică.